# Siedenlangenbeck
Siedenlangenbeck is een plaats en voormalige gemeente in de Duitse deelstaat Saksen-Anhalt, en maakt deel uit van de Landkreis Altmarkkreis Salzwedel.
Siedenlangenbeck telt 477 inwoners.